# Zámecký vrch (Dokeská pahorkatina)
Zámecký vrch (425 m n. m.) je vrch v okrese Česká Lípa Libereckého kraje v Chráněné krajinné oblasti Kokořínsko – Máchův kraj. Leží asi 1 km zjz. od vesnice Houska, části obce Blatce, na příslušném katastrálním území. Vrch patří do skupiny tzv. Houseckých vrchů.

## Popis vrchu

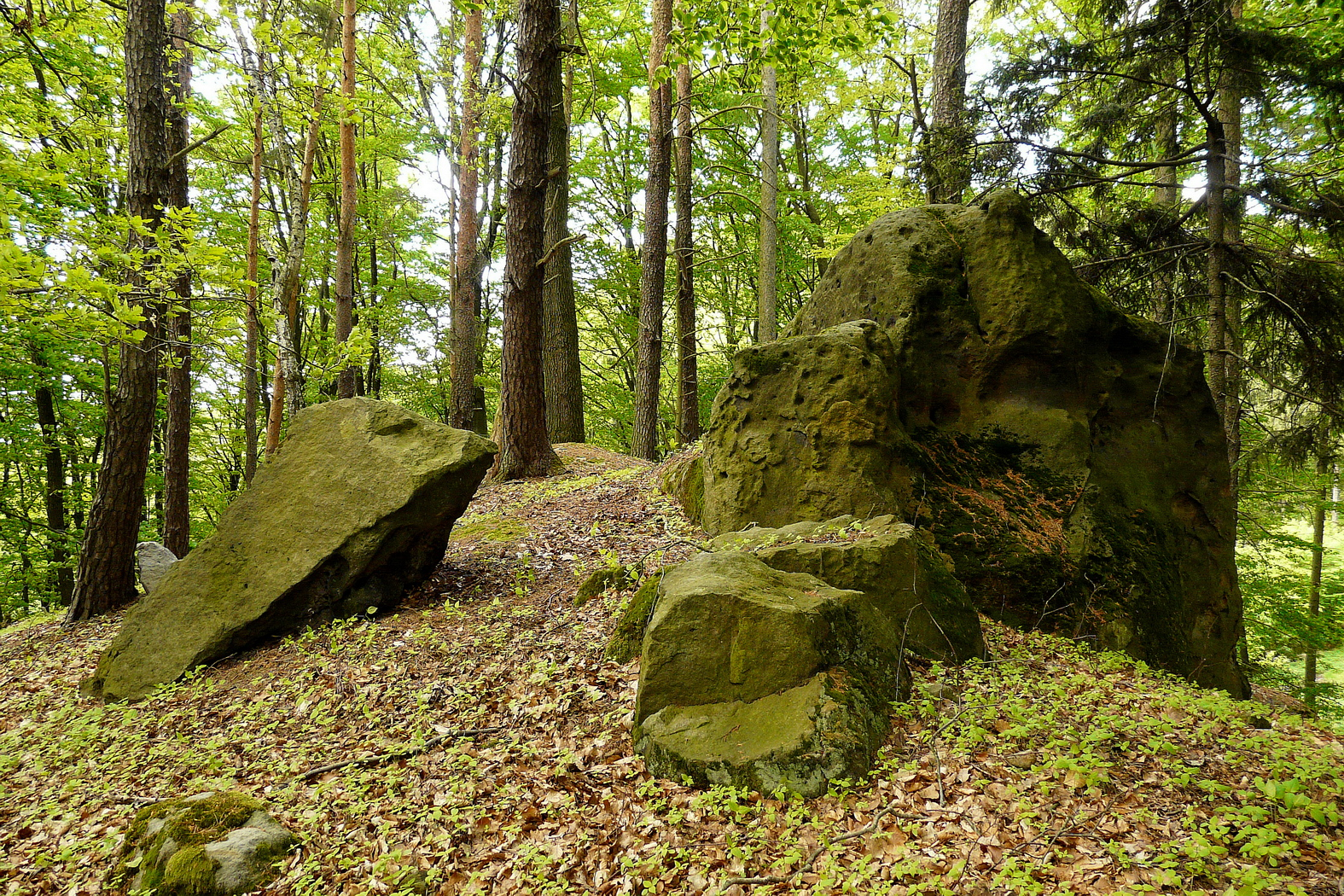
Pískovce na Zámeckém vrchu

Zámecký vrch je suk ve tvaru nesouměrného kužele, jenž leží na západním konci hřbetu či skupinky s třemi vrcholy. Na svahu nejvyššího vrcholu na severním konci skupiny (bezejmenná kóta 453 m) stojí hrad Houska. Tímto způsobem je vrch označen na mapách, lidově však bývá za Zámecký vrch logicky považován vrchol s hradem (zámkem) Houska. Skupina je tvořena svrchnokřídovým křemenným pískovcem a je částečně podmíněna čedičovou horninou (silně alterovaný bazaltoid). Na různých místech skupiny jsou rozmístěny pískovcové a vulkanitové skalky. Vrch pokrývá převážně listnatý les. Výhled poskytuje pouze vyhlídka na Říp na západním svahu nejvyšším vrcholu skupiny a hrad Houska.
Při západním úpatí kopce se rozkládá mokřadní louka, jejíž území o rozloze 1,71 ha s výskytem řady vzácných druhů rostlin a živočichů je chráněno jako přírodní památka Černý důl.

## Geomorfologické zařazení
Vrch náleží do celku Ralská pahorkatina, podcelku Dokeská pahorkatina, okrsku Polomené hory, podokrsku Housecká vrchovina a Libovické části.

## Horolezectví
Severozápadně od vrcholu Zámeckého vrchu se nachází skupina pískovcových skalních věží, evidovaných v seznamu horolezeckých lokalit jako Skály na Zámeckém vrchu. Na skalách s názvy Vyžlík, Malíček, Palec, Housenka, Myš a Strážce Zámeckého vrchu jsou vyznačeny celkem 34 lezecké cesty o obtížnosti od 2. do 6. stupně UIAA.

## Přístup
Automobilem se dá nejblíže dojet na parkoviště u hradu Houska. Odtud vede nejprve červená , následně modrá  turistická stezka k hradu Houska. Stezka prochází přes nejvyšší vrchol skupiny, pak sestupuje a vede dál na sever.